# Narathura fracta
Narathura fracta är en fjärilsart som beskrevs av Evans 1957. Narathura fracta ingår i släktet Narathura och familjen juvelvingar. Inga underarter finns listade i Catalogue of Life.